# 矢作地所
矢作地所株式会社（やはぎじしょ、英: YAHAGI REAL ESTATE Co.,Ltd.）は、愛知県名古屋市東区に本社を置く不動産会社である。
名古屋を中心に分譲マンションの企画、販売を行っている。

## 概要
矢作建設工業の完全子会社。主に東海地方でマンションシリーズの「バンベール」の分譲事業をしているが、首都圏やインドネシアにも進出している。
近年、商業施設「メイカーズ ピア」の建設を請け負った。商業施設「マルチナボックス」の運営も行う。

## 沿革
- 1967年（昭和42年）7月13日 - 愛知県豊田市に創立。
- 1981年（昭和56年）10月1日 - 名古屋市東区葵へ本社移転、豊田営業所開設。
- 1984年（平成6年）4月21日 - 名古屋市東区筒井へ本社移転。
- 1989年（平成元年）9月27日 - ヤハギ住宅販売株式会社と合併。
- 1992年（平成4年）7月13日 - 名古屋市東区東桜へ本社移転。
- 1995年（平成7年）5月30日 - 岐阜営業所開設。
- 2000年（平成12年）6月12日 - 名古屋市東区葵へ本社移転。
- 2003年（平成15年）12月22日 - 名古屋市東区葵 葵センタービルへ本社移転。

## 事業所
- 本社（愛知県名古屋市東区）
- 三重営業所（三重県四日市市）